# Pont Aizhai
Le pont Aizhai est un pont suspendu routier situé près de Jishou, dans le Hunan, en République populaire de Chine.

## Situation
L'ouvrage se situe dans la préfecture de Xiangxi, dans l'ouest de la province du Hunan. Il fait partie d'une autoroute allant de Chongqing, au sud-ouest de la Chine, à Changsha.

## Construction
La construction du pont Aizhai a commencé en octobre 2007 et a été terminée à la fin 2011, en avance sur le calendrier,. Il a officiellement été ouvert à la circulation le 31 mars 2012.
Le pont Aizhai et son autoroute ont permis de réduire le temps de trajet entre Jishou et Chadong, qui passe de quatre heures à moins d'une heure.

## Architecture
Avec une portée de 1 146 mètres et une hauteur de tablier de 350 mètres, ce pont est le 12e plus haut et le 18e plus long pont suspendu du monde. Il est également le plus long et plus haut pont au monde joignant directement deux tunnels. Ce pont est équipé de 1888 lumières pour améliorer la visibilité de nuit.

## Annexe